# Лява река
Лява река е село в Южна България. То се намира в община Гурково, област Стара Загора.

## География
Село Лява река се намира в планински район. Разположено е в Стара Планина. Разклонението за него се намира в самия проход Хаинбоаз. Указателната табела за отклонението се намира в село Пчелиново. Пътят от Пчелиново до Лява река е около 3 километра, асфалтов, сравнително добър на фона на междуселските пътища в България. Самото село е разположено по течението на река, идваща от планината река Лява река, от където идва името на селото. Закътано е в изключително живописна местност и е обградено от север и от юг с планински склонове, покрити с широколистна и иглолистна растителност. В околните планини има дивеч – диви свине, сърни и елени, чакали и кафява мечка.

## История
Основна религия в с. Лява река е християнството.

## Икономика
В района се добива промишлено дървен материал. Сравнително развит е селският туризъм.

## Културни и природни забележителности
От с. Лява река започва екопътека „Лява река – Предела“ с дължина 15 км. Продължителност на маршрута – 8 часа. Екопътеката прави връзка с международния маршрут туристическа пътека „Ком – Предела – Емине“.

## Редовни събития
06.05.-Гергьовден